# Stanisław Ostroróg (Kastellan)

Herb Nałęcz, das Wappen von Stanisław Ostroróg

Stanisław Ostroróg, Herb Nałęcz (* 1519; † 1568) war Kastellan von Międzyrzecz und Kamień Pomorski, Führer der Reformation in Großpolen und Sohn von Urszula z Kutna Potocka sowie des Kaliszer Kastellan Wacław Ostroróg (Adelsgeschlecht Ostroróg). Sein Großvater Jan Ostroróg war Großpolens Woiwode und Kastellan von Posen. Stanisław Ostroróg ist nicht zu verwechseln mit seinem Onkel Stanisław Ostroróg, den Kaiser Maximilian I. 1516 den Reichsgrafenstand verliehen haben soll. 

## Leben und Bedeutung
Hineingeboren in eine sehr wohlhabende Adelsfamilie aus dem nahe gelegenen Ort Ostroróg wurde Stanisław 1548 königlicher Sekretär und hielt ein Nachwort auf den Kaiser, der die Insignien des Ordens vom Goldenen Vlies des verstorbenen Sigismund I. (Polen) zurückbrachte, für die er das Starostwo Kościan bekam. 1522 erhielt der Kastellan die Stadt Międzyrzecz und das Starostwo Zamech im Przemyśler Land. Er unterhielt zusätzlich enge Beziehungen zu Albrecht (Preußen), der sich für ihn 1554 um das Starostwo Malbork bemühte.
1555 hielt er Kontakte zu protestantischen Pfarrern in Grodzisk Wielkopolski, im selben jahr nahm er an der ersten andersgläubigen Synode in Posen teil. Im Mai 1556 wandte er sich an den Generalstarosten und protestierte gegen ein antireformatorisches Königsmandat. Da die Maßnahmen des bedeutenden Theologen und Reformators Jan Łaski nicht ausschlaggebend waren für eine Kombination von andersgläubigen Kleinpolen, organisierte er im September 1558 eine Synode in Posen, auf der beschlossen wurde, beim Augsburger Glaubensbekenntnis zu bleiben. 
Im Mai 1559 beriet er sich mit Albrecht (Preußen) in Königsberg über die Einberufung einer gemeinsamen Synode von polnischen und preußischen Lutheranern. In politischen Angelegenheiten war er den Hohenzollern gegenüber sehr loyal. Seine Unterstützung war ihm gesichert durch den Kurfürsten von Brandenburg, der sich seit 1558 um den polnischen Thron für seinen Sohn Sigismund (1592–1640) bemühte. 1565 erhielt Stanisław Ostroróg von der polnischen Krone das Starostwo Chełm, da er dem König 22.000 Złoty für den Livländischen Krieg gab.
Stanisław Ostroróg war seit ca. 1560 Besitzer jener Burg, mit der er die nichtkönigliche Hauptstadt des großpolnischen Lutheranismus bildete, Międzychód, der seit 1556 Chocz besaß und über 20 Dörfer in Großpolen; Kryłów und Dutzende Dörfer im Chełmer Land.
Seine Frau hieß Zofia z Tęczyński. Sein Sohn Jan Ostroróg (1561–1622) wurde Woiwode von Großpolen, heiratete Katarzyna Mielecka und konvertierte 1587 wieder zum Katholizismus. Sein Enkel Mikołaj Ostroróg Abgeordneter des Sejm walny, Stolnik, Starost von Tykocin.